# Comune distrettuale di Raseiniai
Il comune distrettuale di Raseiniai è uno dei 60 comuni della Lituania, situato nella regione della Samogizia.